# Bodendenkmal Ringwall Erdenburg
Das Bodendenkmal Ringwall Erdenburg liegt etwa 700 m nordwestlich von Moitzfeld auf der Erdenburg im Naturschutzgebiet Hardt in der Stadt Bergisch Gladbach im Rheinisch-Bergischen Kreis.

## Beschreibung

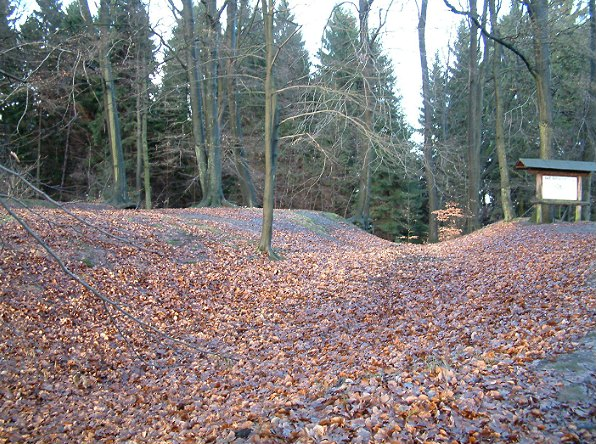
Wall mit Graben

Das Bodendenkmal befindet sich auf einer flachen Kuppe 215,9 m. Drei bzw. vier konzentrische Wälle umschließen einen ovalen Innenraum von etwa 230 m Länge und 165 m Breite. Sie verlaufen um die Kuppe herum und sind weitestgehend erhalten. Vor den Wällen liegen flache Gräben. Das Wall- und Grabensystem ist ca. 36 m breit.

## Geschichte
Im Volksmund hatte man ursprünglich angenommen, dass es sich bei der Erdenburg um eine uralte Wallburg aus vor- und frühgeschichtlicher Zeit handeln müsse. Viele Heimatforscher setzten die Entstehung der Burg in die Keltenzeit. Sie sahen darin ein Festungssystem aus der Zeit um 500 v. Chr. gegen die allmählich eindringenden Germanen. Weil dazu keine wissenschaftlichen Ergebnisse vorlagen, führte man im Jahr 1935 Ausgrabungen durch, über die Werner Buttler im Jahrbuch des Rheinisch-Bergischen-Kreises 1937 berichtet. Aufgrund dieser Ausgrabungsergebnisse kam man auf ein Alter der Anlage von etwa 2000 Jahren. Daraus folgerte man, dass die Anlage aus der Spätlatène-Zeit stamme, also aus dem 1. Jahrhundert v. Chr. Die Erdenburg wurde daher einem germanischen Stamm zugeschrieben, der die Burg angelegt habe. Sie habe in den Auseinandersetzungen mit den Römern eine Rolle gespielt.
Dieses Untersuchungsergebnis stieß auf Kritik, so dass man 1968 eine neue Untersuchung plante. Das Institut für Ur- und Frühgeschichte an der Universität Köln ließ dazu einen Schnitt durch einen der östlichen Wälle führen. Man stieß dabei auf eine Brandschicht aus Holzkohle auf der Sohle des Walls. Hermann Schwabedissen berichtete dazu, dass die Messung des radioaktiven Kohlenstoffs eine Entstehungszeit um 380 v. Chr. (plus/minus 80 Jahren) ergeben habe. Die Wallburgen West- und Norddeutschlands gab es demnach schon, bevor die Römer kamen.

## Bodendenkmal
Das Gebiet ist unter Nr. 5 in die Liste der Bodendenkmäler in Bergisch Gladbach eingetragen.